# Doñana Nemzeti Park
A Doñana Nemzeti Park (spanyolul Parque Nacional de Doñana) Délnyugat-Spanyolországban, Andalúziában található nemzeti park. Területe 542 km². 1969-ben alapították, 2004-ben bővítették. 2006. július 1. óta kizárólagos tulajdonosa Andalúzia autonóm közösség.
Európában egyedülállóan változatos élővilág jellemzi, nagyban az élőhelyi sokféleségnek köszönhetően: előfordul tengerpart, homokdűnék és tengerszint alatt fekvő mocsárvidék is.

## Élővilága
A Doñana Nemzeti Parkban a dél-európai ország állatai közül sok előfordul. Európai és afrikai költöző madarak, dámvad, gímszarvas, vaddisznó, európai borz, egyiptomi mongúz, ibériai sas és ibériai hiúz láthatóak a nemzeti parkban. Betelepített egypúpúteve-csordák is élnek itt.

## Endemikus fajok

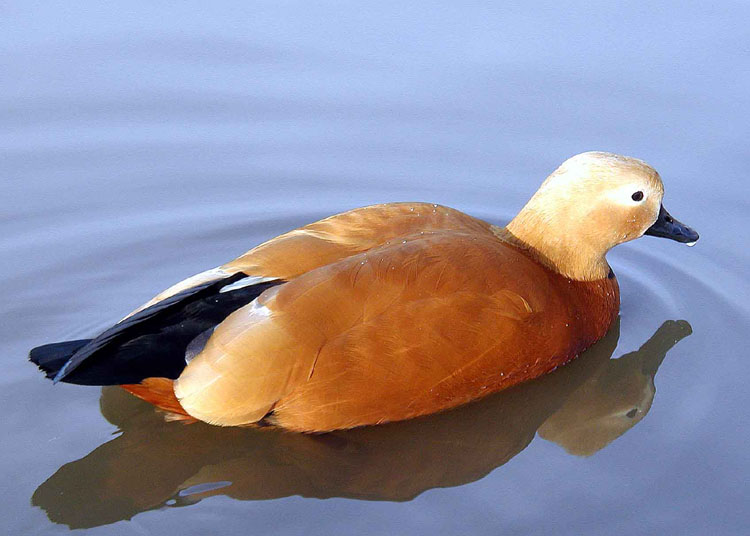
Vörös ásólúd
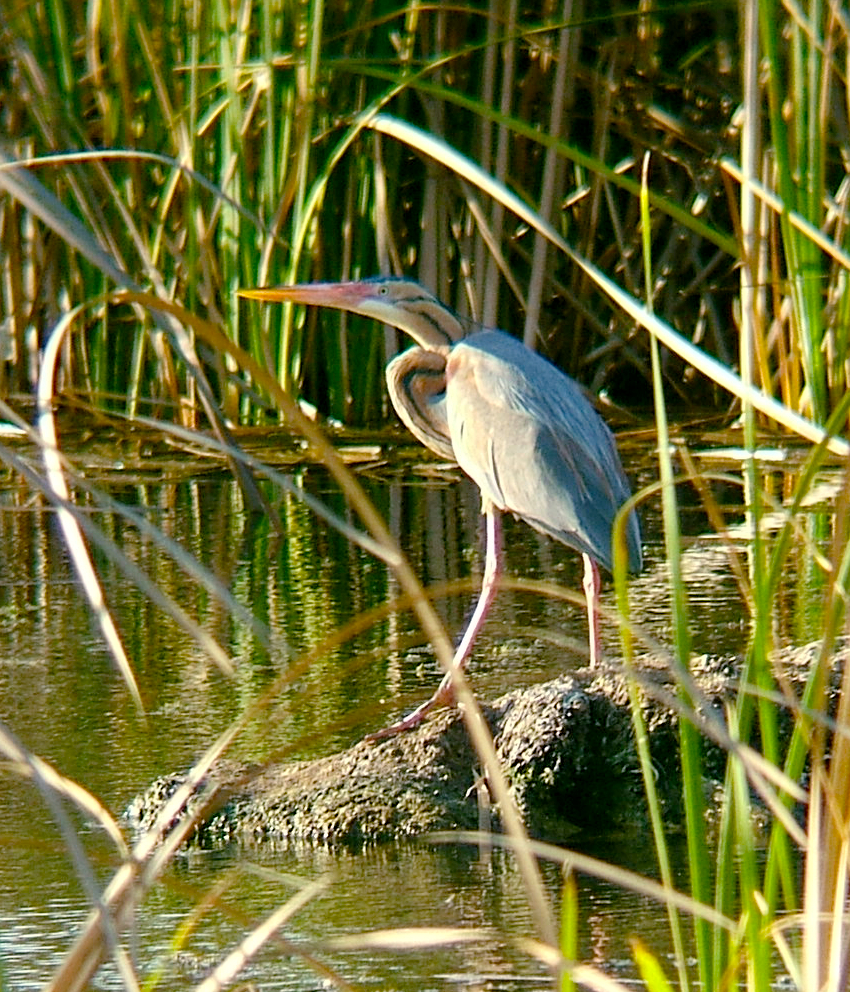
Vörös gém
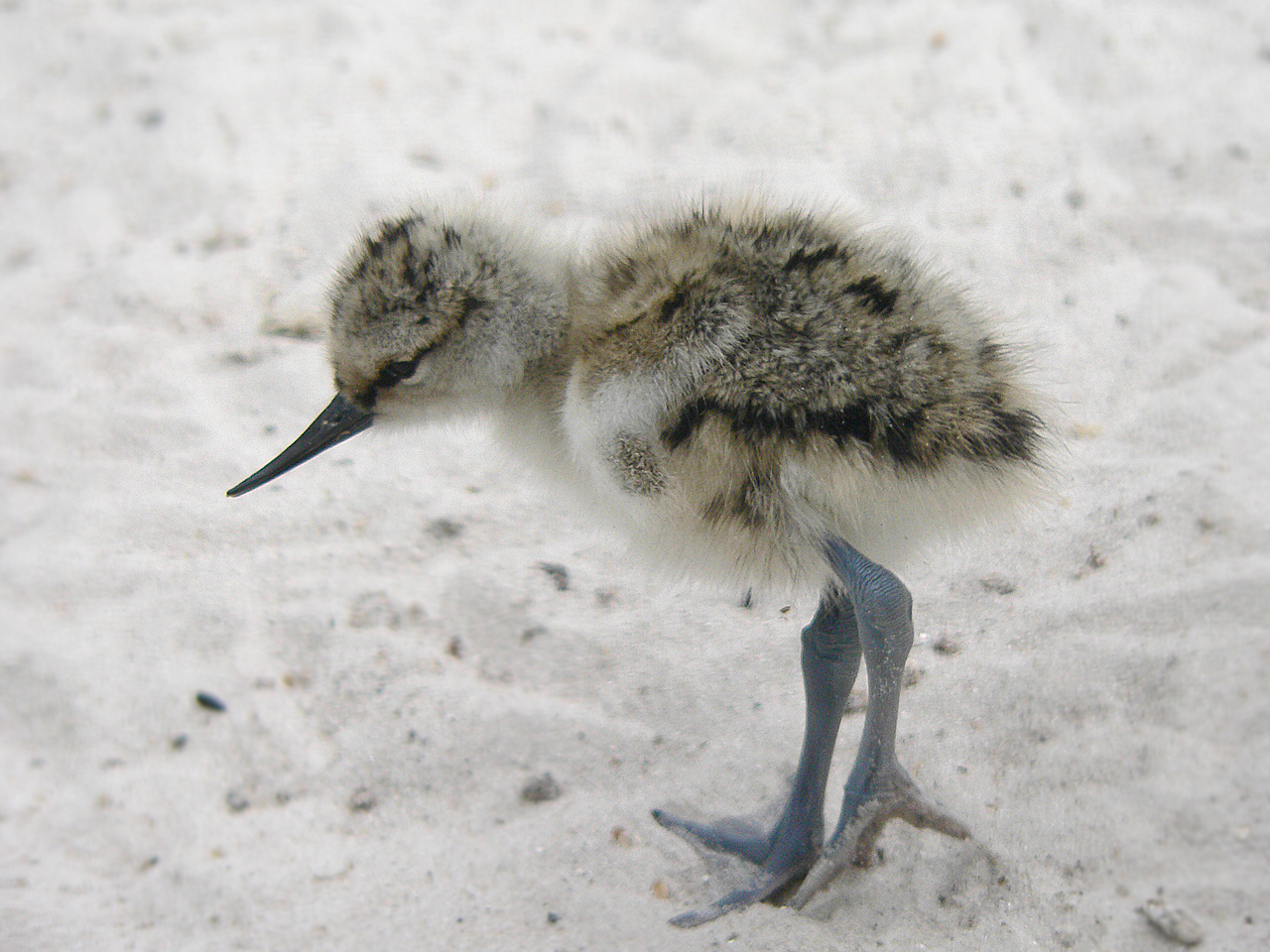
Gulipánfióka
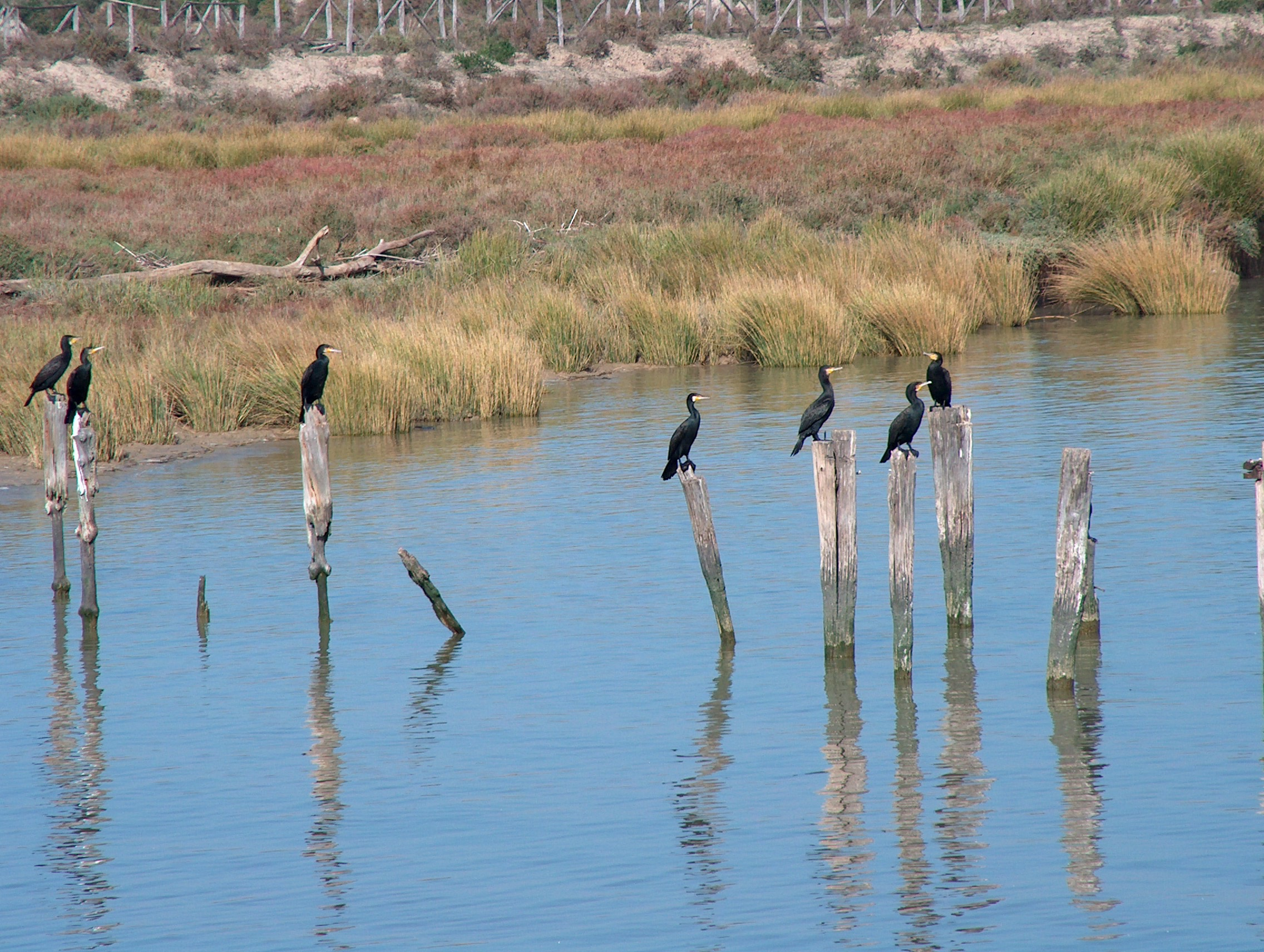
Kárókatonák a Guadalquivir partján
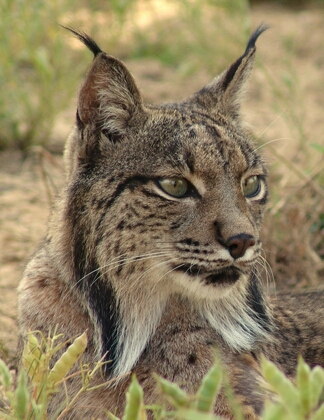
Ibériai hiúz